# Иегуда бен Якар
Иуда бен-Якар (англ. Judah Ben Jakar; 1173 или 1170, Прованс — 1201 или 1220) — арагонский раввин и талмудист. Автор первого комментария к Иерусалимскому Талмуду.

## Биография
Иуда бен-Якар родился в Провансе. В юности учился у Исаака бен-Авраама из Дампьера на севере Франции. Позднее он стал известен как каббалист, учитель Нахманида и автор нескольких комментариев к религиозным текстам, в том числе первого комментария к иерусалимскому талмуду.